# 台湾榕
台灣天仙果（学名：Ficus formosana），又名天仙果、羊奶頭、牛奶浦、台湾榕是桑科榕属的植物，為多年生常綠灌木。分布在台湾、越南以及中国大陆的贵州、广西、广东、海南、湖南、江西、福建、浙江等地，生长于海拔200米至1,000米的地区，常生于溪沟旁湿润处，目前已由人工引种栽培，全株皆可食用，適合種植期為每年春季，種植後約3-4年可以收穫。
其种加词“formosana”意为“台湾的”。

## 用途
- 因其莖、根部具特殊的奶香味，在台灣民間常將其切片曬乾後，作為浸泡藥酒的基底，或是藥膳燉補的藥材[1]。
- 木質化的莖、根部亦可作為薪柴使用[1]。

## 名稱
別名
- 羊奶頭(台灣藥用植物手冊):因隱花果形狀像羊的乳房，並且摘取時會流出白色的乳汁，故得其名。
- 小银茶匙（植物名实图徒考、赣南）

异名
- Ficus formosana Maxim. f. lageniformis (Levl. et Van.) C. Y. Wu
- Ficus formosana Maxim. f. shimadai Hayata
- Ficus formosana Maxim. var. angustifolia (Cheng) Migo
- Ficus formosana Maxim. var. angustissima Ko
- Ficus pandurata Hance var. angustifolia Cheng
- Ficus pandurata Hance var. linearis Migo